# Сон, Соня
Соня Сон (англ. Sonja Sohn, род. 9 мая 1964) — американская актриса и сценарист.

## Карьера
Сон начала свою карьеру как писатель. В 1998 году она написала сценарий и исполнила главную женскую роль в независимом фильме «Слэм», который был отмечен призом кинофестиваля «Сандэнс». После успеха, Сон появилась с небольшими ролями в голливудских фильмах «Воскрешая мертвецов» и «Шафт», а также нескольких независимых проектах
Сон наиболее известна по одной из главных ролей в сериале HBO «Прослушка» (2002—2008). В 2008 году, после завершения съемок в сериале, актриса на время приостановила активную творческую деятельность и занялась политикой, она была организатором кампании в поддержку будущего президента США Барака Обамы в Северной Каролине. Актриса является основателем социальной программы в помощь в реабилитации подростков, которые были вовлечены в преступную деятельность.
После «Прослушки» Сон имела второстепенные роли в сериалах «Братья и сёстры» и «Хорошая жена». С 2011 по 2012 год она снималась в сериале ABC «Следствие по телу». Она была уволена из шоу после двух сезонов по творческим причинам. После этого она была задействована во второстепенных ролях в сериалах «Чёрная метка» и «Первородные».

## Личная жизнь
Сон окончила среднюю школу Уорика, где была королевой выпускного. Она вышла замуж за австралийского композитора Адама Плака. Имеет двух дочерей.

## Фильмография
| Год       |     | Русское название                           | Оригинальное название              | Роль                          |
| --------- | --- | ------------------------------------------ | ---------------------------------- | ----------------------------- |
| 1996      | ф   | Работа                                     | Work                               | Джун                          |
| 1998      | ф   | Слэм                                       | Slam                               | Лорен Белл                    |
| 1998      | тф  | Округ Бронкс                               | Bronx County                       | н/д                           |
| 1999      | ф   | Узнавая тебя                               | Getting to Know You                | Линн                          |
| 1999      | ф   | Воскрешая мертвецов                        | Bringing Out the Dead              | Канита                        |
| 2000      | ф   | Шафт                                       | Shaft                              | Элис                          |
| 2001      | ф   | Парфюм                                     | Perfume                            | Данди                         |
| 2002      | ф   | Искушение                                  | G                                  | Шелли                         |
| 2002—2008 | с   | Прослушка                                  | The Wire                           | детектив Шакима «Кима» Греггс |
| 2003      | ф   | Зона убийств                               | The Killing Zone                   | Дженнифер                     |
| 2006—2007 | с   | Детектив Раш                               | Cold Case                          | Тони Холстед                  |
| 2008      | ф   | Шаг вперёд 2: Улицы                        | Step Up 2: The Streets             | Сара                          |
| 2008—2009 | с   | Братья и сёстры                            | Brothers & Sisters                 | Триш Эванс                    |
| 2010—2013 | с   | Хорошая жена                               | The Good Wife                      | Соня Ракер                    |
| 2011      | с   | Бар «Карма»                                | Bar Karma                          | Люси                          |
| 2011—2012 | с   | Следствие по телу                          | Body of Proof                      | Саманта «Сэм» Бейкер          |
| 2012      | кор | Прослушка: Мюзикл                          | The Wire: The Musical              | детектив Шакима «Кима» Греггс |
| 2012      | с   | До смерти красива                          | Drop Dead Diva                     | судья Вивиан Холстон          |
| 2012      | с   | Чёрная метка                               | Burn Notice                        | Оливия Райли                  |
| 2013      | с   | Закон и порядок: Специальный корпус        | Law & Order: Special Victims Unit  | Лиза Картер                   |
| 2014—2015 | с   | Древние                                    | The Originals                      | Ленор Шоу                     |
| 2015      | с   | События прошедшей недели с Джоном Оливером | Last Week Tonight with John Oliver | офицер полиции                |
| 2015      | ф   | —                                          | The Missing Girl                   | Фрэнни                        |
| 2016      | с   | Люк Кейдж                                  | Luke Cage                          | капитан Бетти Одри            |
| 2016      | ф   | Владение                                   | Domain                             | Атланта                       |
| 2016      | с   | Ясновидец                                  | Shut Eye                           | детектив                      |
| 2017      | с   | Корпорация                                 | Incorporated                       | председатель Фишер            |
| 2018—2020 | с   | Чи                                         | The Chi                            | Лаверн Джонсон                |
| 2019      | ф   | Птица высокого полёта                      | High Flying Bird                   | Майра                         |
| 2019      | с   | Крёстный отец Гарлема                      | Godfather of Harlem                | Нелл                          |
| 2019—2020 | с   | Звёздный путь: Дискавери                   | Star Trek: Discovery               | доктор Габриэль Бернем        |
| 2020      | с   | Допрос                                     | Interrogation                      | Марджори Томпсон              |
| 2020      | с   | Утопия                                     | Utopia                             | агент Кэтрин Милнер           |